# Ambiegna
Ambiegna – miejscowość i gmina we Francji, w regionie Korsyka, w departamencie Corse-du-Sud.
Według danych na rok 1990 gminę zamieszkiwało 48 osób, a gęstość zaludnienia wynosiła 8 osób/km².